# Демидов, Александр Александрович

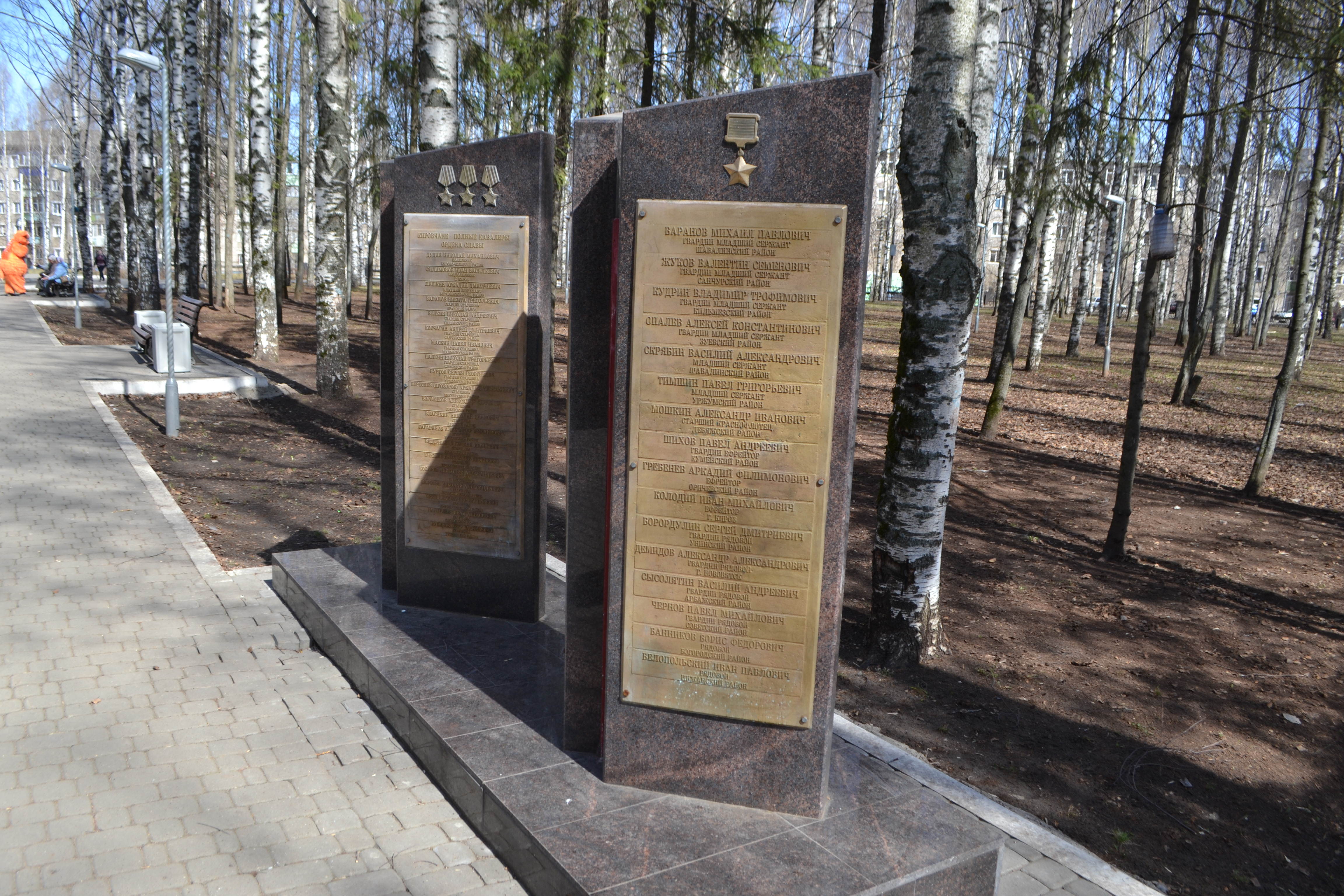
Имя Героя выбито на гранитной стеле на Аллее Славы в парке Победы города Кирова 2019.

Алекса́ндр Алекса́ндрович Деми́дов (15 января 1915, Полтево, Тульская губерния — 18 февраля 1988, Полтево, Тульская область) — советский солдат, участник Великой Отечественной войны, Герой Советского Союза.

## Биография
Родился 15 января 1915 года в селе Полтево (ныне Чернского района Тульской области) в семье крестьянина. Русский. Окончил начальную школу. Работал в колхозе, на строительстве Бобриковского химкомбината, на распиловочном заводе № 2 Кировской области.
В РККА призван в январе 1943 года Железнодорожным райвоенкоматом Коми АССР и направлен на фронт. Воевал на Брянском (март-август 1943) и Центральном (с сентября 1943) фронтах.
28 сентября 1943 года при форсировании Днепра в районе села Мысы Репкинского района Черниговской области УССР сапёр сапёрного взвода 234-го гвардейского стрелкового полка (76-я гвардейская стрелковая дивизия, 61-я армия, Центральный фронт) гвардии рядовой А. А. Демидов под огнём противника в течение троих суток непрерывно переправлял на лодках и плотах подразделения полка, материальную часть, боеприпасы, в воде крепил канаты и тросы. При этом был тяжело ранен.
Указом Президиума Верховного Совета СССР «О присвоении звания Героя Советского Союза генералам, офицерскому, сержантскому и рядовому составу Красной Армии» от 15 января 1944 года за «образцовое выполнение боевых заданий командования по форсированию реки Днепр и проявленные при этом мужество и героизм» гвардии рядовому А. А. Демидову присвоено звание Героя Советского Союза с вручением ордена Ленина и медали «Золотая Звезда» (№ 3594).
После войны демобилизовался и вернулся в родное село. Член ВКП(б)/КПСС с 1946 года. Долгое время работал в совхозе. Умер 18 февраля 1988 года.

## Награды
- «Золотая Звезда» № 3594 Героя Советского Союза (15 января 1944);
- орден Ленина (15 января 1944);
- орден Отечественной войны I степени.

## Память
- Имя Героя выбито на гранитной стеле на Аллее Славы в парке Победы города Кирова 2019.